# Rudolf Leiding
Rodolphe Leiding (né le 4 septembre 1914 à Busch et mort le 3 septembre 2003 à Baunatal) est président du conseil d'administration de Volkswagen de 1971 à 1975.

## Biographie
Le mécanicien automobile de formation commence sa carrière en 1945 en tant qu'expert automobile à l'usine Volkswagen de Wolfsburg (de), où il est chargé de réparer les véhicules de l'armée. De 1958 à 1965, Leiding est directeur de l'usine Volkswagen de Cassel (de). Il devient ensuite PDG d'Auto Union GmbH à Ingolstadt, où il fait développer l'Audi 100 à succès. En 1968, il quitte Auto Union pour prendre la présidence de Volkswagen do Brasil. Au Brésil, Leiding fait notamment développer la VW SP2 et, en trois ans, assure une augmentation de 50 % de la production.
Le 1er avril 1971, Leiding succède à Gerd Stieler von Heydekampf (de) en tant que PDG d'Audi NSU Auto Union AG. Six mois plus tard seulement, il succède à Kurt Lotz (de) à la tête du directoire de Volkswagen à Wolfsburg le 1er octobre 1971. Alors qu'il n'est pas encore en poste depuis trois semaines, il stoppe le successeur de la Coccinelle, l'EA (de) - une voiture à moteur central (de) conçue par Ferdinand Piëch chez Porsche - qui s'apprête à passer en série, en raison de coûts de production excessifs. Cela rend obsolète plus de trois ans de travail de développement et Leiding impose le développement de nouveaux modèles. Sous la direction de Leiding, des modèles infructueux tels que la VW Type 4 et la VW 1600 sont vendus et la gamme de modèles est élargie avec les modèles Volkswagen Passat (1973), Scirocco (de) (printemps 1974), Golf (automne 1974), Polo (1975) et les deux modèles Audi Audi 80 (1972) et Audi 50 (1974). Le succès de cet exploit – le développement de six nouveaux modèles en quelques années - n'apparaît toutefois apparu que dans les années qui ont suivi le départ de Leiding.
Au tournant de l'année 1974/75, les pertes de Volkswagen atteignent 807 millions de DM, en partie à cause des coûts de développement des nouveaux modèles, d'autre part, la première crise pétrolière entraîne une réticence à acheter. Néanmoins, Leiding prévoit de construire une usine aux États-Unis, ce qui rencontre la résistance des représentants des employés de Volkswagen. Leiding quitte l'entreprise au début de 1975 – son successeur est Toni Schmücker (de).
Rudolf Leiding est citoyen d'honneur de la ville de São Paulo et titulaire de l'Ordre bavarois du Mérite. En 1976, il reçoit un doctorat honorifique décerné par la TU Berlin. La route d'accès à l'usine Volkswagen de Baunatal près de Cassel est rebaptisée Dr.-Rudolf-Leiding-Platz en 2002.